# دافيد أنشيلوتي
دافيد أنشيلوتي (بالإيطالية: Davide Ancelotti)؛ (22 يوليو 1989) هو لاعب كرة قدم إيطالي سابق، يشغل منصب مدرب مساعد في نادي ريال مدريد.

## النشأة
ولد في بارما بإيطاليا لمدرب كرة القدم الأسطوري كارلو أنشيلوتي ولويزا جيبليني، ومشى دايفيد على خطى والده ، وأصبح لاعب كرة قدم محترفاً مع ميلان، ولعب كلاعب خط وسط. بعد فترتي إعارة وانتقال إلى بورغومانيرو، اعتزل دايفيد كلاعب في عام 2009 لمتابعة مسيرته المهنية في التدريب. في سن ال22، حصل على شهادة في علوم الرياضة.

## المسيرة التدريبية
جاءت أولى خطوات أنشيلوتي في تدريب كرة القدم في عام 2012، عندما تم تعيينه مدربًا للياقة البدنية في نادي باريس سان جيرمان الفرنسي، حيث كان والده درباً. بعد أن انتقل كارلو أنشيلوتي إلى إسبانيا لإدارة ريال مدريد ، تبعه دايفيد ، حيث عمل كمساعد لمدرب اللياقة البدنية في النادي.
بعد حصوله على ترخيص UEFA A في عام 2016، وحصل على المرتبة الأولى في فئته ، تولى منصب مساعد المدرب لكارلو في نادي بايرن ميونيخ . وفي بايرن ، كان صديقًا مقرباً للاعب الإسباني تياجو ألكانتارا، ويقال أنه أثار غضب بعض الفريق بهذه الصحبة، على عكس ديناميكية العمل الاحترافي، بعد أن خرج مع مجموعة من اللاعبين لتناول العشاء في عدد من المناسبات.
وعندما تولى كارلو أنشيلوتي المنصب التدريبي في نادي نابولي الإيطالي عام 2018، عمل دايفيد مرة أخرى كمساعد له، وبعد أن تم إيقاف المدرب كارلو أنشيلوتي بسبب مباراة خارج ملعبه ضد روما، ظهر دايفيد لأول مرة كمدرب ، حيث ظهر نيابة عن والده وأشرف على الفريق عندما خسر 2–1 في نوفمبر 2019.
في ديسمبر 2019، انتقل دايفيد أنشيلوتي إلى إنجلترا للعمل كمساعد لوالده كارلو في إيفرتون، وقام بالتدريب كمساعد مع زميله دونكان فيرغسون، تولى الاثنان مسؤولية الدورات التدريبية كمساعدين.
وبعدها تبع والده في إسبانيا للعمل تحت قيادته في ريال مدريد مرة أخرى، ثم ترددت شائعات بأن دايفيد سيقود الفريق ضد سيلتا دي فيغو في أبريل 2022 ، بعد تشخيص كارلو بكوفيد -19. ولكن نظرًا لأن دايفيد كان لا يملك ترخيص UEFA Pro في ذلك الوقت، لم يكن قادرًا على ان يصبح مدرباً للفريق، على الرغم من السماح له بالوقوف على خط التماس.

## النمط التدريبي
ينظر له كمدرب حديث وهجومي، يشارك دايفيد نهج والده الهادئ والمريح في التدريب وإدارة الفريق. فبعد أن عمل مدربًا للياقة البدنية، غالبًا ما كان يقود عمليات الإحماء قبل المباراة، كما فعل في إيفرتون مع فرانشيسكو موري. من خلال العمل عن كثب مع والده ، ولا سيما أنه لم يشر إليه مطلقًا على أنه "أب"، كان الثنائي يتبادلان الأفكار، مع عدم وجود كلمة عليا بينهم ، مما يؤدي إلى تطور مستوى من تبادل الأفكار بين الاثنين.

## الحياة الشخصية
يتحدث أنشيلوتي الإيطالية والفرنسية والإسبانية والألمانية والإنجليزية. في يونيو 2022 تزوج الفنانة آنا جالوتشا. الزوجان لديهما ولدان، توأمان لوكاس وليوناردو.